# 中島広稀
中島 広稀（なかじま ひろき、1994年3月28日 - ）は、日本の俳優。
群馬県出身で、血液型はO型。スターダストプロモーションの芸能2部所属。

## 略歴
芸能活動を始めたきっかけは「スカウト」。それまでは芸能界に強い関心を持っていたわけではなかった。中島いわく、「スカウトされて仕事を始めるようになってから（芸能界の仕事を）やりたいという気持ちが出てきた」と語っている。

## 人物
中島は、自身が印象に残っている映画に『スープ〜生まれ変わりの物語〜』を挙げている。「大塚祐吉監督にすごく自由にやらせてもらったことで、自由に演じることが楽しいと感じたから」と語っている。
憧れの俳優は山田孝之で、幅の広い役者になることが目標としている。
2012年5月から放送された「カロリーメイト」のCMについて中島は、「マネージャーにどうしても出演したいと熱意を持って訴えかけていたもので、3月に行われたオーディションでチャンスを掴み、出演を決めた」と語っている。

## 出演

### テレビドラマ
- 大切なことはすべて君が教えてくれた（2011年1月17日 - 3月28日、フジテレビ） - 中田広稀 役
- 高校生レストラン（2011年5月7日 - 7月2日、日本テレビ） - 仲田俊平 役
- ブルドクター 第7話（2011年8月17日、日本テレビ） - ゲスト・梶田弘樹 役
- 科捜研の女 第3話（2011年11月3日、テレビ朝日） - ゲスト・大倉諒 役
- ブラックボード〜時代と戦った教師たち〜第2夜（2012年4月6日、TBS） - 田淵 役
- クローバー（2012年4月27日・5月4日、テレビ東京） - 二階堂一樹 役
- ゴーストママ捜査線〜僕とママの不思議な100日〜 （2012年7月7日 - 9月15日、日本テレビ） - 高橋陽樹 役
- 土曜ワイド劇場『火災調査官・紅蓮次郎13』（2012年11月10日、テレビ朝日） - 鳴海拓馬 役
- 大河ドラマ 八重の桜（2013年1月6日 - 12月15日 NHK） - 伊東悌次郎 役
- ホームドクター・神村愛（2013年8月26日、TBS） - 金子健太 役
- 恋文日和（2014年3月4日、日本テレビ）
- メ〜テレドラマ『卒業』（2014年3月17日、メ〜テレ） - 大堂マサオ 役
- 金田一少年の事件簿N（neo）（2014年7月19日、日本テレビ） - 第1話ゲスト・本多影行 役
- 4夜連続ドラマスペシャル・恋の合宿免許っ!（2014年12月22日 - 25日、フジテレビ） - 照屋弦 役
- 牙狼〈GARO〉-GOLDSTORM- 翔（2015年4月 - 、テレビ東京・東北新社） - ガルド 役
- BS時代劇・一路（2015年7月31日 - 9月25日、NHK BSプレミアム） - 栗山真吾 役
- 連続テレビ小説（NHK総合）
  - とと姉ちゃん（2016年） - 銀太 役
  - べっぴんさん（2016年11月28日 - 2017年4月1日） - 足立武 役[2]
- 第15回テレビ朝日新人シナリオ大賞・少女のみる夢（2016年7月4日、テレビ朝日） - 岡田優斗 役
- 夏目漱石の妻（2016年、NHK総合） - 中根倫 役
- 貴族探偵 第8話（2017年6月5日、フジテレビ） - 原木一昭 役
- デリバリーお姉さんNEO（2017年6月27日、テレビ神奈川） - 第10話ゲスト・山田 役[3]
- ドラマ10 女子的生活（2018年1月12日・26日、NHK） - 高山田（ミニーさん） 役
- 悪魔が来りて笛を吹く（2018年7月28日、NHK BSプレミアム） - 新宮一彦 役
- 青と僕（2018年7月10日 - 8月14日、フジテレビ） - 紺野 役[4]
- 部活、好きじゃなきゃダメですか?（2018年10月23日 - 12月24日、日本テレビ） - 松岡 役
- 立花登青春手控え3（2018年11月9日・11月16日、NHK BSプレミアム）佐七 役[5]
- イノセンス 冤罪弁護士（2019年1月19日 - 3月23日、日本テレビ） - 鳴子恭輔 役
- 彼女が成仏できない理由（2020年9月12日 - 10月17日、NHK総合） - 草野竜二 役
- コールドケース3～真実の扉～ 最終話（2021年2月13日、WOWOW） - 坂口剛 役
- だれかに話したくなる山本周五郎日替わりドラマ「はだし状」「泥棒と若殿」（2021年2月18日・19日、NHK BSプレミアム）
- 月曜プレミア8 今野敏サスペンス 暁鐘 警視庁強行犯係・樋口顕（2022年4月4日、テレビ東京） - 犬束亨平 役
- 24時間テレビ ドラマスペシャル『虹色のチョーク 知的障がい者と歩んだ町工場のキセキ』（2023年8月26日、日本テレビ） - 福本英治 役[6]
- 花咲舞が黙ってない 第3シリーズ 第1話（2024年4月13日、日本テレビ） - 安藤浩之 役
- ザ・トラベルナース 第5話（2024年11月14日、テレビ朝日） - 茶谷啓介 役
- ダメマネ! -ダメなタレント、マネジメントします-第2話（2025年4月27日、日本テレビ） - スタッフ 役

### 配信ドラマ
- あなたに聴かせたい歌があるんだ 第1話 - 第5話・第7話（2022年5月20日、Hulu） - 進藤康太 役

### 映画
- 告白（2010年、東宝） - 神山聡 役
- リアル鬼ごっこ3 (2012年5月12日) - 生徒 役
- スープ〜生まれ変わりの物語〜（2012年7月7日、東京テアトル）
- 悪の教典（2012年11月10日公開、東宝） - 木下聡 役
- 渇き。（2014年6月27日公開、GAGA） - 島津 役
- 平成・土佐の一本釣り（2014年） - 主演・純平 役
- 青禾男高（2017年7月14日公開、中国） - 高橋 役[7]
- キスできる餃子（2018年6月22日公開、ブロードメディア・スタジオ）[8] - 本田優太 役
- 高崎グラフィティ。（2018年8月25日公開、エレファントハウス） - 関谷直樹 役[9]
- レディ in ホワイト（2018年11月23日公開） - 三浦拓馬 役
- モルエラニの霧の中（2021年2月6日） - 岩内裕樹 役
- きまじめ楽隊のぼんやり戦争（2021年3月26日公開、ビターズ・エンド） - 三戸 役
- ダウンタウン・ユートピア（2023年11月3日公開、ウッディ） - 阿部隆 役[10][11]
- 首（2023年11月23日公開、東宝、KADOKAWA） - 織田信忠 役

### 劇場アニメ
- バケモノの子（2015年7月11日、東宝）

### バラエティ
- ワオ（2014年4月2日 - 9月24日、フジテレビ） - ワカモノ 役
- 鉄道紀行 ニッポンぶらり鉄道旅 第107回（2017年9月7日、NHK BSプレミアム） - 旅人

### CM
- 湖池屋「ポテトチップス うすしお」（2008年3月 - ）
- 湖池屋「リッチカット」（2008年9月 - ）
- ワオ・コーポレーション（2009年3月 - ）
- アディダスジャパン「リーボックジャパン」（2012年3月 - ）
- 大塚製薬「カロリーメイト」（2012年5月 - ）
- ダイハツ「WAKE」 （2014年11月 - ）[12]
- モンハンワールドごっこ

### PV
- 福原美穂「ひまわり」（2008年）
- KANA-BOON「シルエット」（2014年）
- ハルジオンが咲く頃 Type-B収録  桜井玲香個人PV 「アイラブユー」（2016年）
- The Songbards「ダフネ」（2022年6月1日）[13]

### 舞台
- 貴方なら生き残れるわ（2018年11月21日 - 25日、彩の国さいたま芸術劇場 小ホール）[14]